# 880

880(팔백팔십)은 879보다 크고 881보다 작은 자연수다.

## 수학
- 합성수로, 그 약수는 총 20개다. (1, 2, 4, 5, 8, 10, 11, 16, 20, 22, 40, 44, 55, 80, 88, 110, 176, 220, 440, 880)
  - 880의 진약수의 합은 1352이므로, 880은 과잉수다.
- 10번째 칠각뿔수다. 앞의 칠각뿔수는 645, 다음은 1166이다.
- {\displaystyle 880=2^{5}\times 3^{3}+2^{4}}
- {\displaystyle 89^{2}-1}은 880으로 나누어떨어진다.

## 과학
- NGC 880(영어판): 고래자리 방향에 있는 나선은하.

## 교통

### 항공
- 컨베어 880

### 철도
- 나고야 철도 모880형 전동차(일본어판)
- 야마가타 철도 YR-880형 전동차(일본어판)

### 도로
- 고속도로
  - 주간고속도로 제880호선 (캘리포니아주)(영어판)
  - 주간고속도로 제880호선 (아이오와주)(영어판)
- 기타 도로
  - 880번 홋카이도도(일본어판)

## 군사
- 880 해군 항공대(영어판): 과거 존재한 영국의 해군 항공대.
- U-880(영어판, 독일어판): 제2차 세계 대전에 사용된 나치 독일의 군용 잠수함.

## 문화유산
- 대한민국의 보물 제880호: 이탁영 정만록

## 작품
- 《미스터 880(영어판)》(1950년): 미국의 코미디 영화.

## 기타
- 연도: 880년, 기원전 880년
- 880년대
- 대한민국의 GS1 국가 코드.
- 한국십진분류법에서 이탈리아 문학에 관한 책들이 분류되는 번호.